# شهرستان مدیسون (نیویورک)
شهرستان مدیسون (به انگلیسی: Madison County) واقع در ایالت نیویورک است. جمعیت این شهرستان بر اساس سرشماری سال ۲۰۱۰ آمریکا ۷۳۴۴۲ نفر گزارش شده‌است. مرکز شهرستان مدیسون شهر ومپسویل است.این شهرستان در سال ۱۸۰۶ بنیانگذاری شده و به افتخار جیمز مدیسون چهارمین رئیس جمهور ایالات متحده، مدیسون نام گرفته‌است.